# 新奧古斯塔 (密西西比州)
新奧古斯塔（英語：New Augusta）是一個位於美國密西西比州佩里縣的城鎮。根據2010年美國人口普查，該地共人口644人，而該地的面積約為13.70平方千米。同時該地也是佩里縣的縣治。

## 地理
新奧古斯塔的座標為31°12′15″N 89°01′55″W / 31.20417°N 89.03194°W，而該地的平均海拔高度為34米（即112英尺）。